# Edwin van Calker
Edwin van Calker (Gasselternijveenschemond, 14 juni 1979) is een Nederlandse bobsleeër en voormalige atleet. Met ingang van seizoen 2015/2016 is hij technisch directeur van schaatskoepel iSkate, van onder meer Team Beslist.nl, Team AfterPay en Team Koopjesdrogisterij.nl.

## Sportcarrière

### Atletiek
Van Calker stortte zich in zijn jonge jaren aanvankelijk op gymnastiek, tennis en atletiek. Vooral in deze laatste sport bleek hij over uitzonderlijk veel talent te beschikken. Op de indoorbaan van de Haagse Houtrusthallen was hij voor zijn leeftijdgenoten vrijwel onverslaanbaar. In 1995 en 1996 hengelde hij in zijn leeftijdscategorie (16/17 jr.) maar liefst acht nationale titels bij elkaar, waarvan zeven indoor. Ook was hij in 1996 medeverantwoordelijk voor de vestiging van twee nationale jeugdrecords op de 4 x 100 m estafette, zowel met een nationaal team als in clubverband.
Nu moet gezegd dat Van Calker bij het Assense AAC ’61, waarvan hij lid was, in die periode prima omstandigheden trof om zijn talent verder te ontwikkelen. Trainingsmaatjes als de meerkampers Chiel Warners en Bart Bennema, sprinter Timothy Beck en de bezielende leiding van trainer Vincent de Lange stimuleerden hem enorm. Logisch dus dat Edwin van Calker zich aanvankelijk ook op die meerkamp richtte. In een interview in 1998 stelde hij hierover: "Ik voel me tot nog toe steeds meerkamper. Dat gaat ook veruit het beste allemaal. Ik vind die meerkampen ook veel socialer. Tijdens een wedstrijd ga je zo’n beetje twee dagen leuk met elkaar om. En ook op de training en zo."
Op atletiekgebied beleefde Van Calker zijn hoogtepunt op de wereldkampioenschappen voor junioren in Annecy, in juli 1998. Hij werd er vijfde op de tienkamp met een puntentotaal van 7089.
Na zijn juniorentijd beperkte Van Calker zich tot de sprint, waarop hij met beste prestaties van 10,67 s op de 100 en 21,62 op de 200 m in 2000 tot de betere sprinters van Nederland behoorde. Maar erboven uitspringen deed hij niet meer. "Internationaal kom je toch een seconde te kort", zo stelt hij nu op zijn bobteam-website.

#### Persoonlijke atletiekrecords
| Onderdeel          | Prestatie | Datum             | Plaats     |
| ------------------ | --------- | ----------------- | ---------- |
| 60 m (indoor)      | 6,87 s    | 12 februari 2000  | Gent       |
| 100 m              | 10,67 s   | 2000              |            |
| 200 m              | 21,62 s   | 10 mei 1998       | Assen      |
| 400 m              | 47,71 s   | 17 mei 1997       | Emmeloord  |
| 110 m horden       | 14,64 s   | 2 mei 1998        | Lisse      |
| verspringen        | 7,40 m    | 29 juli 1998      | Annecy     |
| hink-stap-springen | 14,17 m   | 24 september 2000 | Amersfoort |
| tienkamp           | 7089 p    | 29/30 juli 1998   | Annecy     |

### Bobsleeën
Edwin van Calker maakte naam als bobsleeër, waar hij zich na de eeuwwisseling op toelegde. Broer Arnold en Timothy Beck, trainingsgenoten van Van Calker op de atletiekbaan, maakten de talentvolle tienkamper enthousiast over te stappen naar het bobsleeën. Zij waren van 1998 tot 2001 actief in het team van Arend Glas en stapten in 2001 over naar het team van Johan Niemeijer. Edwin van Calker hapt in 2001 toe en gaat ook als remmer aan de slag in het team van Niemeijer.
Begin 2002 wordt het bobsleeën heel serieus als de jongste Van Calker wordt opgenomen in het team van Arend Glas, dat toewerkt naar de Olympische Spelen in Salt Lake City. Het team bestaat naast Edwin en Arnold uit piloot Arend Glas, Timothy Beck, Marcel Welten en Olaf ter Braack. Edwin komt tijdens de Spelen niet in actie, maar de liefde voor de sport heeft definitief toegeslagen bij de Drent.

### Salt Lake City
Edwin en Arnold van Calker besluiten na die olympische ervaring een eigen team op te zetten, met Edwin als piloot. Eind 2002 maakt Edwin van Calker zijn eerste afdaling als piloot, op de baan in het Oostenrijkse Igls. De Van Calkers zijn overtuigd dat ze aan de Olympische Spelen kunnen deelnemen. Hun missie is geboren. De Olympische Spelen van Turijn gaan echter aan het duo voorbij. Een crash in 2005 in Altenberg is daar grotendeels voor verantwoordelijk. Van Calker slaagt er niet in zich voor Turijn 2006 te kwalificeren.

### Na Turijn 2006
Na de Spelen van Turijn stopt Arend Glas. Voor Van Calker blijkt dat een positieve ontwikkeling. De ervaren remmers Sybren Jansma en Arno Klaassen stappen over naar het team van Edwin van Calker, dat daarmee een grote kwaliteitsimpuls ondergaat. Dat het team potentie had, bleek direct in de wedstrijden voor de Europa Cup. Daarin deden Edwin van Calker en zijn teamgenoten mee voor de podiumplaatsen. Het raamwerk voor een internationaal topteam stond, nu was het zaak als team toe te werken naar Vancouver 2010. Daar was de missie op gericht. Er was niet langer sprake van een droom, maar het besef overheerste dat er iets moois neergezet kon worden door een Nederlands bobsleeteam.

### Uniek succes
Edwin leert als piloot snel. Het kost stuurmannen doorgaans jaren om ‘het vak’ onder de knie te krijgen. Eigenlijk gaat het om afdalen, afdalen en nog eens afdalen. In het seizoen 2007-2008 wordt duidelijk, dat piloot Edwin van Calker steeds meer ervaring heeft. Met Sybren Jansma, Arno Klaassen, Arnold van Calker en later Yannick Greiner en opnieuw Timothy Beck beschikt hij over topremmers, waarmee de laatste stap naar de top gezet kan worden.
In Königssee noteren Edwin van Calker en Sybren Jansma de eerste klassering in de top tien van een World Cup: vierde. Een seizoen later volgt de definitieve doorbraak. Zesde plaatsen in de tweemansslee, maar nog beter draait de viermansbob. In Köningssee zorgen Edwin van Calker, Arnold van Calker, Sybren Jansma en Arno Klaassen voor een unieke Nederlandse prestatie door zilver te winnen in de World Cup. Nooit eerder bij een World Cup bobslee was een Nederlands mannenteam op het podium geëindigd.

### Vancouver
De goede prestaties van Bobsleeteam Van Calker leiden tot hoge verwachtingen in Nederland. Voor het eerst heerst het besef in de Nederlandse sport- en bedrijfswereld dat er een groep bobsleeërs klaar staat om serieus mee te doen om de olympische prijzen. De euforie wordt in het olympisch seizoen 2009-2010 nog eens extra gevoed door de podiumplaats die Edwin van Calker en Sybren Jansma op de natuurbaan in Sankt Moritz halen: derde. Met een in Nederland ontwikkelde bobslee. Eurotech was erin geslaagd een slee te bouwen die zich kon meten met de topsleeën die voornamelijk in Duitsland worden gebouwd. Een enorme prestatie voor een land dat in decennia ervoor nooit om de topplaatsen meestreed, laat staan met materiaal van eigen bodem.
Nederland kijkt reikhalzend uit naar de Olympische Spelen in Vancouver, waar de baan voor de bobsleeërs in Whistler ligt. Die baan was sinds de opening al omstreden. De snelheden die daar bereikt werden lagen aanzienlijk hoger dan op welke baan ook. Het olympic testevent een jaar voor de Spelen wordt ontsierd door een groot aantal crashes, ook het Bobteam Van Calker overkomt dat. Met de kritiek die vanuit de bobwereld volgt, wordt door de Canadezen echter niets gedaan. De gevolgen komen een jaar later op dramatische wijze aan het licht. Op de dag van de opening van de Olympische Spelen in Vancouver komt een jonge Georgische rodelaar in Whistler tijdens de training om het leven. De tragedie heeft een diepe impact.
De tweemansrace met Edwin van Calker en Sybren Jansma levert niet het resultaat op waar iedereen op had gehoopt. Het tweetal eindigt als veertiende. Het is de voorbode van een dramatische beslissing. Edwin van Calker besluit niet te starten in de viermanswedstrijd. 
Van Calker is duidelijk: hij voelt zich niet zeker en weigert de veiligheid van zijn teamleden op het spel te zetten. Het onverwachte besluit levert Van Calker een storm aan kritiek op. Dat een aantal andere piloten ook niet van start is gegaan, wordt amper opgemerkt. Van Calker wordt de Nederlandse Kop-van-jut.
Van Calker heeft nooit twijfels over zijn besluit gehad, ook geen spijt. Het onveilige karakter van de baan in Whistler, die later alsnog enigszins werd aangepast, was voor hem te belangrijk om te negeren. Ook in de jaren daarna is hij er nog vol van overtuigd dat hij de juiste beslissing heeft genomen. Hoe moeilijk die ook was, wat anderen er ook van mogen denken.

### Eigen team
Na het mislukte avontuur in Vancouver leek de bobsleeloopbaan van piloot Edwin van Calker voorbij. Tenminste, dat was de unanieme gedachte in Nederland. Echter niet bij Van Calker. Na een bezinningsperiode besloot hij tegen alle verwachtingen in door te gaan met de sport die zijn hart had gestolen.
Van Calker wilde zich nog een keer bewijzen. Hij besloot, zonder de steun van de bond (BSBN), zijn eigen bobsleeteam op te zetten. Vancouver was voor hem een afgesloten hoofdstuk. Van Calker keek niet meer achterom, maar naar de toekomst. Van de oude ploeg sloten broer Arnold, Sybren Jansma, Arno Klaassen en Yannick Greiner zich weer aan bij de stuurman. Jeroen Piek voegde zich later bij de formatie.
Waar iedereen twijfelde aan de haalbaarheid van het avontuur, kreeg Van Calker het voor elkaar een grote sponsor aan zich te binden: De Nathan Group, van eigenaar Wolf Nathan. De geldschieter durfde het aan, na het aanhoren van de plannen, Bobsleeteam Van Calker tot en met de Olympische Spelen van Sotsji te ondersteunen. De naam Van Calker stond en staat garant voor media-aandacht, was de mening van de sponsor. Hij kreeg gelijk.
De wedstrijden overzee liet Van Calker in het seizoen 2010-2011 schieten. Hij begon in de Europa Cup en na de jaarwisselingen keerde hij terug met zijn eigen team op het hoogste niveau.

### WK 2012
Het tweede jaar van het team was een groot succes. In het seizoen 2011-2012 verbaasde Van Calker Nederland opnieuw. Dat seizoen vonden de wereldkampioenschappen plaats in Lake Placid en Van Calker stuntte in Amerika met de vierde plaats in de viermansbob. Een unieke Nederlandse prestatie. Nooit eerder was een Nederlandse bobslee zo dicht op het WK-podium geëindigd. De wereldtitel ging naar de Amerikaan Steven Holcomb. Van Calker bleef met Arno Klaassen, Sybren Jansma en Jeroen Piek slechts 0,31 seconde van het brons verwijderd. In de eerste run zette het viertal de vijfde tijd neer, de tweede run was goed voor de zesde tijd. De tweede dag verliep nog beter. Na de vijfde tijd in de derde run volgde de climax met een tweede tijd in de afsluitende race.
Met die prestaties zette Van Calker zijn team definitief op de kaart. De vierde plaats maakte duidelijk, dat hij in 2010 de juiste beslissing had genomen om zijn topsportloopbaan voort te zetten. Hij logenstrafte iedereen die daar vraagtekens bij had gezet. Op eigen kracht kreeg hij het voor elkaar weer aan te sluiten bij de wereldtop.

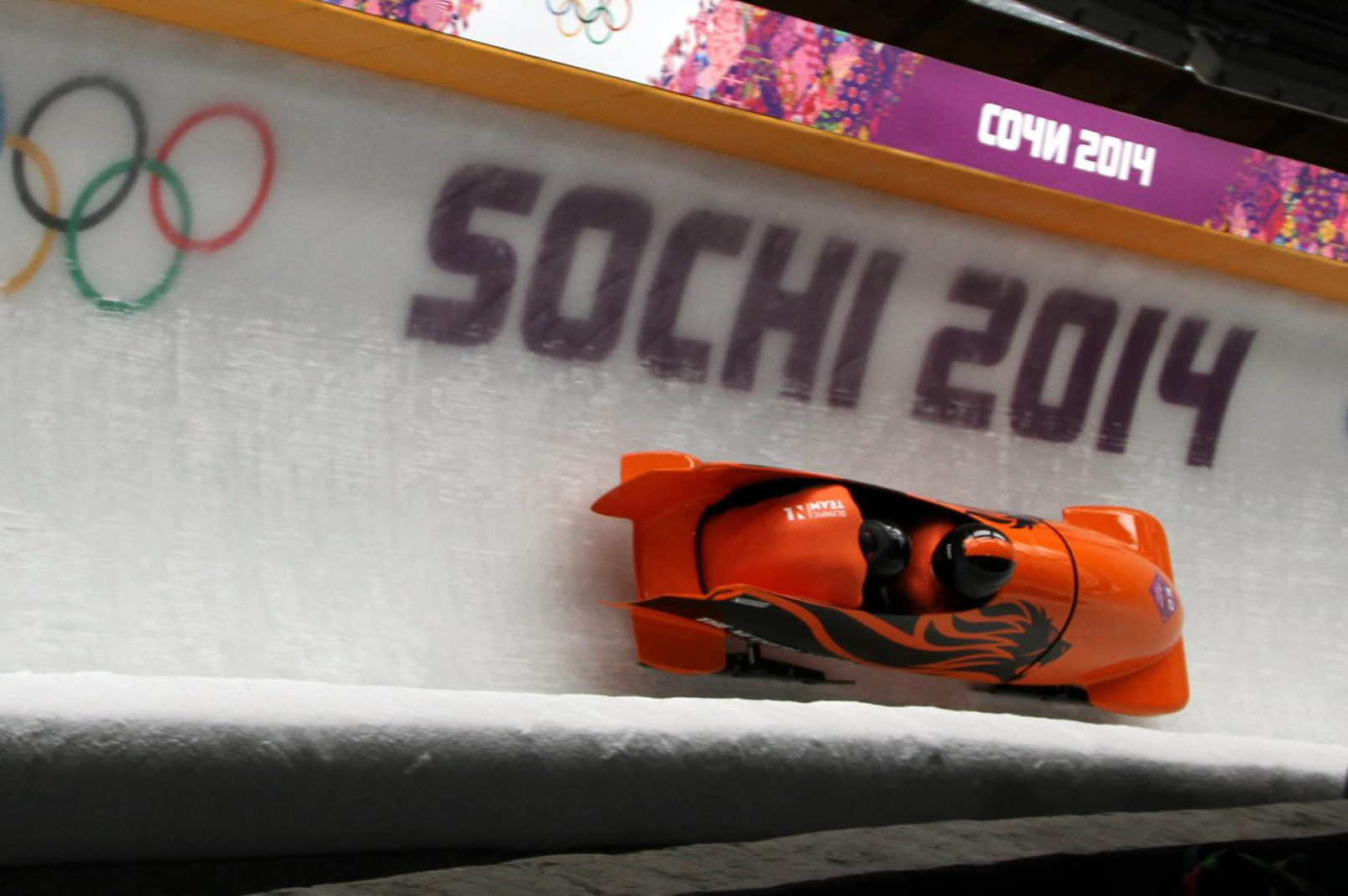
Edwin van Calker samen met Bror van der Zijde in de tweemansbob op de Olympische Winterspelen 2014.

De prachtige prestatie op de WK zorgde voor hooggespannen verwachtingen in het voor-olympisch jaar. De media rukten massaal uit voor de teampresentatie in oktober 2012. Uitgerekend in Lake Placid, waar Van Calker met zijn team zo’n opvallend WK had afgewerkt, begon het seizoen 2012-2013 met opnieuw een voortreffelijk resultaat. Van Calker haalde met Sybren Jansma in de eerste wedstrijd van het seizoen direct een olympische nominatie in de tweemansbob binnen. Het tweetal eindigde als zesde. Hoe hoopvol het seizoen ook begon, het werd een lastig jaar met veel fysieke tegenslagen. Bij de trainingen voor de World Cup in Whistler liep Van Calker een hamstringblessure op. Het herstel duurde lang. Het team miste de World Cups in Whistler en Altenberg, startte ondanks de problemen wel in een aantal wereldbekerwedstrijden en de WK in St. Moritz maar met een nauwelijks fitte Van Calker leverden die wedstrijden niet de gehoopte resultaten op.

### Prestaties Edwin van Calker bobsleeën
Resultaten World Cups, wereldkampioenschappen en Olympische Spelen.

#### 2004-2005
| World Cup         | 2mans                        | 4mans |
| ----------------- | ---------------------------- | ----- |
| Winterberg        | 26 (Edwin/Arnold van Calker) | -     |
| Altenberg         | 20 (Edwin/Arnold van Calker) | -     |
| Igls              | -                            | -     |
| Cortina d’Ampezzo | -                            | -     |
| Cesana Pariol     | 24 (Edwin/Arnold van Calker) | -     |
| St. Moritz        | 24 (Edwin/Arnold van Calker) | -     |
| Lake Placid       | 24 (Edwin/Arnold van Calker) | -     |

| WK      | 2mans                        | 4mans |
| ------- | ---------------------------- | ----- |
| Calgary | 23 (Edwin/Arnold van Calker) | -     |

- FIBT-ranking:
- WC-ranking:

#### 2005-2006
| World Cup         | 2mans                                | 4mans |
| ----------------- | ------------------------------------ | ----- |
| Calgary           | 25 (Edwin/Arnold van Calker)         | -     |
| Lake Placid       | 26 (Edwin van Calker/Cesar Gonzalez) | -     |
| Igls              | 20 (Edwin/Arnold van Calker)         | -     |
| Cortina d’Ampezzo | 26 (Edwin/Arnold van Calker)         | -     |
| Königssee         | 26 (Edwin van Calker/Cesar Gonzalez) | -     |
| St. Moritz        | 24 (Edwin van Calker/Cesar Gonzalez) | -     |
| Altenberg         | -                                    | -     |

- WK: Geen WK
- Olympische Spelen: Edwin reserve in team Arend Glas

#### 2006-2007
| World Cup         | 2mans                               | 4mans                                                      |
| ----------------- | ----------------------------------- | ---------------------------------------------------------- |
| Calgary           | -                                   | -                                                          |
| Park City         | -                                   | -                                                          |
| Lake Placid       | -                                   | -                                                          |
| Cortina d’Ampezzo | 24 (Edwin van Calker/Sybren Jansma) | 19 (E. van Calker/Vincent Kortbeek/Jansma/Yannick Greiner) |
| Igls              | 18 (Edwin van Calker/Sybren Jansma) | 19 (E. van Calker/Kortbeek/Jansma/Greiner)                 |
| Cesana Pariol     | 16 (Edwin van Calker/Sybren Jansma) | 18 (E. van Calker/Jansma/Greiner/Robert Popken)            |
| Winterberg        | 16 (Edwin van Calker/Sybren Jansma) | 17 (E. van Calker/Jansma/Kortbeek/Gonzalez)                |
| Königssee         | 15 (Edwin van Calker/Sybren Jansma) | 15 (E. van Calker/Kortbeek/Jansma/Gonzalez)                |

| WK         | 2mans                               | 4mans                                      |
| ---------- | ----------------------------------- | ------------------------------------------ |
| St. Moritz | 14 (Edwin van Calker/Sybren Jansma) | 21 (E. van Calker/Kortbeek/Jansma/Greiner) |

| EK            | 2mans | 4mans |
| ------------- | ----- | ----- |
| Igls          | 3     | 23    |
| Königsse      | 2     | 3     |
| Cesana Pariol | 11    | 11    |

#### 2007-2008
| World Cup         | 2mans                               | 4mans |
| ----------------- | ----------------------------------- | ----- |
| Calgary           | 16 (Edwin van Calker/Sybren Jansma) | -     |
| Park City         | 18 (Edwin van Calker/Sybren Jansma) | -     |
| Lake Placid       | 15 (Edwin van Calker/Sybren Jansma) | -     |
| Cortina d’Ampezzo | 13 (Edwin van Calker/Sybren Jansma) | -     |
| Cesana Pariol     | 16 (Edwin van Calker/Sybren Jansma) | -     |
| St. Moritz        | 11 (Edwin van Calker/Sybren Jansma) | -     |
| Königssee         | 4 (Edwin van Calker/Sybren Jansma)  | -     |
| Winterberg        | 13 (Edwin van Calker/Sybren Jansma) | -     |

| WK        | 2mans | 4mans |
| --------- | ----- | ----- |
| Altenberg | X     | X     |

- FIBT-ranking: 14 (2mans), 16 (4mans)
- World Cup-ranking: 13 (2mans), 15 (4mans)

#### 2008-2009
| World Cup  | 2mans                                                                   | 4mans                                                |
| ---------- | ----------------------------------------------------------------------- | ---------------------------------------------------- |
| Winterberg | 6 (Edwin van Calker/Sybren Jansma)                                      | 4 (E. van Calker/A. van Calker/Jansma/Arno Klaassen) |
| Altenberg  | 23 (Edwin van Calker/Sybren Jansma)                                     | 16 (E. van Calker/A. van Calker/Greiner/Klaassen)    |
| Igls       | 20 (Edwin/Arnold van Calker)                                            | 5 (E. van Calker/A. van Calker/Jansma/Klaassen)      |
| Königssee  | 6 (Edwin van Calker/Sybren Jansma)                                      | 2 (E. van Calker/A. van Calker/Jansma/Klaassen)      |
| St. Moritz | 19 (Edwin van Calker/Sybren Jansma) 17 (Edwin van Calker/Sybren Jansma) | 13 (E. van Calker/A. van Calker/Jansma/Klaassen)     |
| Whistler   | 18 (Edwin van Calker/Sybren Jansma)                                     | -                                                    |
| Park City  | 15 (Edwin van Calker/Sybren Jansma)                                     | 10 (E. van Calker/Greiner/Jansma/Gonzalez)           |

| WK          | 2mans                               | 4mans                                          |
| ----------- | ----------------------------------- | ---------------------------------------------- |
| Lake Placid | 19 (Edwin van Calker/Sybren Jansma) | 7 (E. van Calker/Klaassen/Jansma/Timothy Beck) |

- FIBT-ranking: 20 (2mans), 10 (4mans)
- WC-ranking: 17 (2mans), 17 (4mans)

#### 2009-2010
| World Cup     | 2mans                                   | 4mans                                         |
| ------------- | --------------------------------------- | --------------------------------------------- |
| Park City     | 19 (Edwin van Calker/Sybren Jansma)     | 10 (E. van Calker/A. van Calker/Jansma/Beck)  |
| Lake Placid   | 16 (Edwin van Calker/Sybren Jansma)     | 6 (E. van Calker/A. van Calker/Jansma/Beck)   |
| Cesana Pariol | 23 (Edwin van Calker/Arno Klaassen)     | 13 (E. van Calker/A. van Calker/Jansma/Beck)  |
| Winterberg    | 24 (Edwin van Calker/Arno Klaassen)     | 9 (E. van Calker/A. van Calker/Klaassen/Beck) |
| Altenberg     | 12 (Edwin van Calker/Arnold van Calker) | DNF (finish niet bereikt)                     |
| Königssee     | 7 (Edwin van Calker/Sybren Jansma)      | 13 (E. van Calker/A. van Calker/Jansma/Beck)  |
| St. Moritz    | 3 (Edwin van Calker/Sybren Jansma)      | 8 (E. van Calker/A. van Calker/Jansma/Beck)   |
| Igls          | 7 (Edwin van Calker/Sybren Jansma)      | 11 (E.van Calker/A. van Calker/Jansma/Beck)   |

| Olympische Spelen | 2mans                               | 4mans                     |
| ----------------- | ----------------------------------- | ------------------------- |
| Whistler          | 14 (Edwin van Calker/Sybren Jansma) | 4mans: DNS (niet gestart) |

- FIBT-ranking: 12 (2mans), 11 (4mans)
- WC-ranking: 14 (2mans), 11 (4mans)

#### 2010-2011
| World Cup     | 2mans                               | 4mans                                            |
| ------------- | ----------------------------------- | ------------------------------------------------ |
| Whistler      | -                                   | -                                                |
| Calgary       | -                                   | -                                                |
| Park City     | -                                   | -                                                |
| Lake Placid   | -                                   | -                                                |
| Igls          | 16 (Edwin van Calker/Sybren Jansma) | 16 (E. van Calker/A. van Calker/Jansma/Gonzalez) |
| Winterberg    | 17 (Edwin van Calker/Sybren Jansma) | 17 (E. van Calker/A. van Calker/Jansma/Greiner)  |
| St. Moritz    | 16 (Edwin van Calker/Sybren Jansma) | dsq (diskwalificatie)                            |
| Cesena Pariol | 13 (Edwin van Calker/Sybren Jansma) | 16 (E. van Calker/A. van Calker/Jansma/Gonzalez) |

| WK        | 2mans                               | 4mans                                      |
| --------- | ----------------------------------- | ------------------------------------------ |
| Königssee | 18 (Edwin van Calker/Sybren Jansma) | 16 (E. van Calker/Greiner/Jansma/Klaassen) |

| Europa Cup | 2mans | 4mans |
| ---------- | ----- | ----- |
| Igls       | 5     | 10    |
| Cesana     | 16    | 19    |

- FIBT-ranking: 26 (2mans), 30 (4mans)
- WC-ranking: 18 (2mans), 21 (4mans)

#### 2011-2012
| World Cup  | 2mans                               | 4mans                                        |
| ---------- | ----------------------------------- | -------------------------------------------- |
| Igls       | 12 (Edwin van Calker/Sybren Jansma) | 11 (E. van Calker/A. van Calker/Jansma/Piek) |
| La Plagne  | 10 (Edwin van Calker/Sybren Jansma) | 7 (E. van Calker/Greiner/Jansma/Piek)        |
| Winterberg | 5 (Edwin van Calker/Sybren Jansma)  | 9 (E. van Calker/A. van Calker/Jansma/Piek)  |
| Altenberg  | 18 (Edwin van Calker/Sybren Jansma) | 7 (E. van Calker/Greiner/Jansma/Klaassen)    |
| Königssee  | 11 (Edwin van Calker/Sybren Jansma) | 18 (E. van Calker/Piek/Klaassen/Greiner)     |
| St. Moritz | 14 (Edwin van Calker/Sybren Jansma) | 11 (E. van Calker/Klaassen/Jansma/Piek)      |
| Whistler   | 13 (Edwin van Calker/Jeroen Piek)   | -                                            |
| Calgary    | 11 (Edwin van Calker/Sybren Jansma) | 7 (E. van Calker/Piek/Jansma/Greiner)        |

| WK          | 2mans                               | 4mans                                  |
| ----------- | ----------------------------------- | -------------------------------------- |
| Lake Placid | 11 (Edwin van Calker/Sybren Jansma) | 4 (E. van Calker/Klaassen/Jansma/Piek) |

- FIBT-ranking: 11 (2mans), 8 (4mans)
- WC-ranking: 10 (2mans), 9 (4mans)

#### 2012-2013
| World Cup   | 2mans                               | 4mans                                         |
| ----------- | ----------------------------------- | --------------------------------------------- |
| Lake Placid | 6 (Edwin van Calker/Sybren Jansma)  | 11 (E. van Calker/A. van Calker/Piek/Greiner) |
| Park City   | 12 (Edwin van Calker/Sybren Jansma) | 11 (E. van Calker/A. van Calker/Jansma/Piek)  |
| Whistler    | -                                   | -                                             |
| Winterberg  | 20 (Edwin van Calker/Sybren Jansma) | 20 (E. van Calker/Klaassen/Jansma/Greiner)    |
| La Plagne   | 9 (Edwin van Calker/Sybren Jansma)  | 20 (E. van Calker/A. van Calker/Jansma/Piek)  |
| Altenberg   | -                                   | -                                             |
| Königssee   | 23 (Edwin van Calker/Sybren Jansma) | 16 (E. van Calker/Klaassen/Jansma/Piek)       |
| Igls        | 20 (Edwin van Calker/Sybren Jansma) | 13 (E. van Calker/Klaassen/Jansma/Piek)       |
| Sochi       | 15 (Edwin van Calker/Sybren Jansma) | 16 (E. van Calker/Piek/Jansma/Greiner)        |

| WK         | 2mans                               | 4mans                                  |
| ---------- | ----------------------------------- | -------------------------------------- |
| St. Moritz | 13 (Edwin van Calker/Sybren Jansma) | 14 (E. van Calker/Greiner/Jansma/Piek) |

- FIBT-ranking: 23 (2mans), 24 (4mans)
- WC-ranking: 17 (2mans), 17 (4mans)